# Vismed
VisMed kurz für „Visuelle Medien“ ist der Fachbereich Visuelle Mediengestaltung (ausgelaufener Studienplan) / Digitale Kunst (aktueller Studienplan) an der Universität für angewandte Kunst Wien (dieangewandte).

## Geschichte
Der Begriff existiert seit der Gründung des Instituts, damals noch „Meisterklasse für visuelle Mediengestaltung“ genannt.
Seit 1984 war Peter Weibel Professor für visuelle Mediengestaltung an der damals noch „Hochschule für angewandte Kunst“ genannten Institution, die 1998/1999 in „Universität für angewandte Kunst Wien“ umbenannt wurde.
1999–2001 wurde die Klasse von Karel Dudesek geleitet, seit 2002 von Professor (zuerst Gastprofessor) Thomas Fürstner. Bei der Studienreform 2004 wurde die Klasse in Digitale Kunst umbenannt. Von Herbst 2011 bis 2023 wurde der Studiengang von Ruth Schnell geleitet. Im Herbst 2023 übernahm die Künstlergruppe UBERMORGEN (Liz Haas und Luzius Bernhard) die Leitung.
Die Aufgabengebiete sind mit der Konvergenz der Medien Fotografie, Film, Video und Computer zu Beschreiben. Die formale Grammatik der Medien, Geschichte und Theorie der Medienkunst, Game-Engines, Netzkunst, interaktive Installationen, interface design sowie Radio und Fernsehformate sind konkrete Themenbereiche, die behandelt werden. Ein starker Fokus wird auf die Erprobung künstlerischer Produktionsmethoden und kollaboratives Arbeiten im Internet gelegt.
Neben der Medientheorie werden viele Bereiche gelehrt, die in das Feld der „analogen und digitalen Nahrungsmittel“ einzuordnen sind:
Unter dem Begriff „Analog and digital food“ sind Arbeiten oder Projekte einzuordnen, die das Gegenteil von Informationsgesellschaft meinen. Hier soll ein visueller, akustischer und körperbezogener Genuss entstehen, der ähnlich dem Prozess der Nahrungsmittelaufnahme wirkt und vor sich geht.

## Bekannte Absolventen
- Jörg Auzinger
- Hans Bernhard (etoy, Ubermorgen, Voteauction)
- Eva Jantschitsch (Gustav)
- Margarete Jahrmann
- Lukas Kircher (C3 Creative Code and Content GmbH)
- Martin Kusch (kondition pluriel)
- Constanze Ruhm
- Axel Stockburger
- Rosa von Suess
- Matthias Tarasiewicz
- Arye Wachsmuth
- Michel Zai (etoy)